# Šafrán
Šafrán (Crocus) je rod jednoděložných rostlin z čeledi kosatcovité (Iridaceae). Tento článek pojednává o botanickém rodu, o šafránu jako koření viz šafrán setý.

## Popis
Jedná se o vytrvalé pozemní byliny, se zploštěle kulovitými hlízami, které jsou zabalené do síťnatých starých pochev listů a vně mají několik šupin (katafylů). Jsou to poměrně nízké jednodomé rostliny s oboupohlavnými květy. Listy se vyvíjí po odkvětu či zároveň s květem, jsou pouze v přízemní růžici, přisedlé, s listovými pochvami. Čepele listů jsou celokrajné, většinou čárkovité, kýlnaté, často se 2 nápadnými rýhami rovnoběžnými s kýlem a okolo střední žilky se vytváří bílý pruh, žilnatina je souběžná. Květy jsou oboupohlavné, poměrně velké a nápadné, různých barev, jednotlivé nebo vyrážejí po několika (2–5) z hlízy. Květy vyrážejí v paždí bazální šupiny z hlízy na krátké stopce, jsou podepřeny několika zpravidla blanitými listeny, někdy se vytváří i také blanité listénce. Okvětí se skládá z 6 okvětních lístků ve 2 přeslenech (3+3), které jsou srostlé v dlouhou okvětní trubku. Tyčinky jsou 3. Gyneceum je složeno ze 3 plodolistů, je synkarpní, semeník je spodní, podzemní. Čnělka je 1, ale dělí se do 3 (vzácněji i více) úzce nálevkovitých laloků. Plodem je trojpouzdrá tobolka, která se vyvíjí pod zemí, ale při dozrávání se stopka prodlužuje a tobolka se dostává nad zem. Semena jsou četná a zpravidla obsahují masíčko.

## Rozšíření ve světě
Je známo asi 80 druhů, které jsou rozšířeny hlavně v Evropě, především ve Středomoří a také v jihozápadní a střední Asii, jinde se vyskytují jen adventivně.

## Rozšíření v Česku

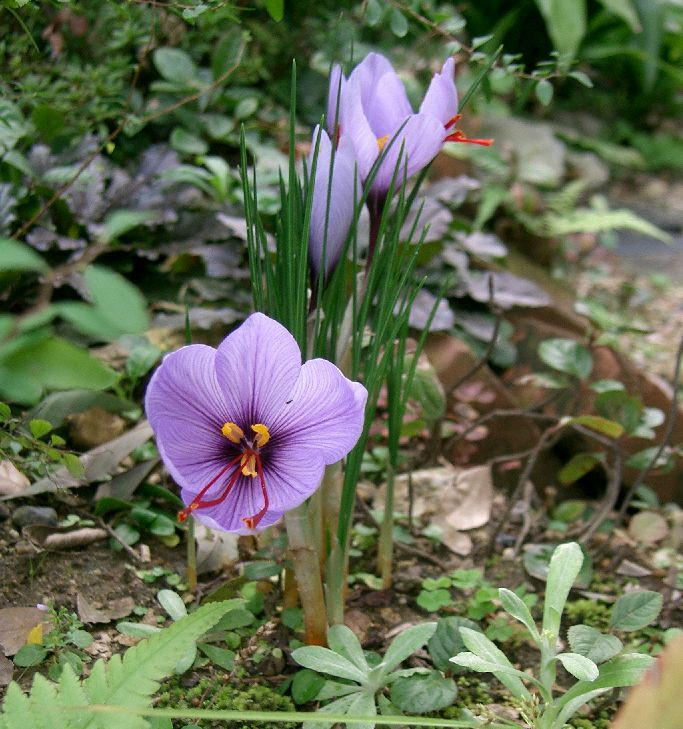
Šafrán setý

V ČR rostou (snad) přirozeně 2 druhy. Šafrán bělokvětý (Crocus albiflorus) roste hlavně v Alpách a snad jako alpský migrant zasahuje přirozeně do Novohradských hor a na Šumavu. Jinde, např. v severních Čechách (viz přírodní památka Farská louka) ale i v Krkonoších nebo na východní Moravě je však místy zdomácnělý. Šafrán karpatský neboli šafrán Heuffelův (Crocus heuffelianus) je s jistotou původní ve slovenských Karpatech, možná zasahuje přirozeně do Beskyd. V jiných (většinou horských) oblastech je také občas zdomácnělý. Oba druhy jsou řazeny ke kriticky ohroženým druhům flóry ČR (C1). Šafrán setý (Crocus sativus) byl dříve v ČR pěstován kvůli koření a vzácně zplaňoval. Jako okrasné druhy se pěstují např. fialově kvetoucí šafrán neapolský (Crocus napolitanus), či žlutě kvetoucí druhy šafrán žlutý (Crocus flavus) a šafrán zlatý (Crocus chrysanthus) a další.